# Джорджевич, Драгутин (архитектор)
Драгутин Джорджевич (серб. Dragutin Djordjević; 22 августа [3 сентября] 1866, Лозница — 9 апреля 1933, Белград) — сербский архитектор и профессор университета, работавший в последнее десятилетие Прекрасной эпохи и в межвоенный период. Член-корреспондент Королевской академии искусств и наук с 16 февраля 1920 года. Для его работ характерен академизм и эклектизм.

## Биография
Джорджевич, получивший образование в Карлсруэ и Берлине  хорошо зарекомендовал себя профессором  архитектурного факультета Белграда, получившего заказ для постройки библиотеки Белградского университета. Его сотрудником в проекте реализованого в 1919-1926 годах был архитектор Никола Несторович, также получивший образование в Карлсруэ и Берлине.
Еще до того, как он приступил к работе над библиотекой Белградского университета, он и его коллега Андра Стеванович в 1912 году получили заказ на разработку плана здания Сербской королевской академии. Проект был завершен в 1924 году. Сегодня монументальное здание высшего научного учреждения страны является одним из самых представительных зданий в духе сецессионна и французского декоративизма.
Другие заказы последовали от Министерства строительства и общественных работ, во время того, когда он работал профессором архитектуры в своей альма-матер – Белградском университете.

## Достижения в Белграде
Среди его самых известных достижений - здание Третьей Белградской гимназии, построенное в 1906 году в сотрудничестве с Душаном Живановичем в академическом стиле; здание в настоящее время включено в список культурных памятников Республики Сербия  а также в список культурных ценностей города Белграда.

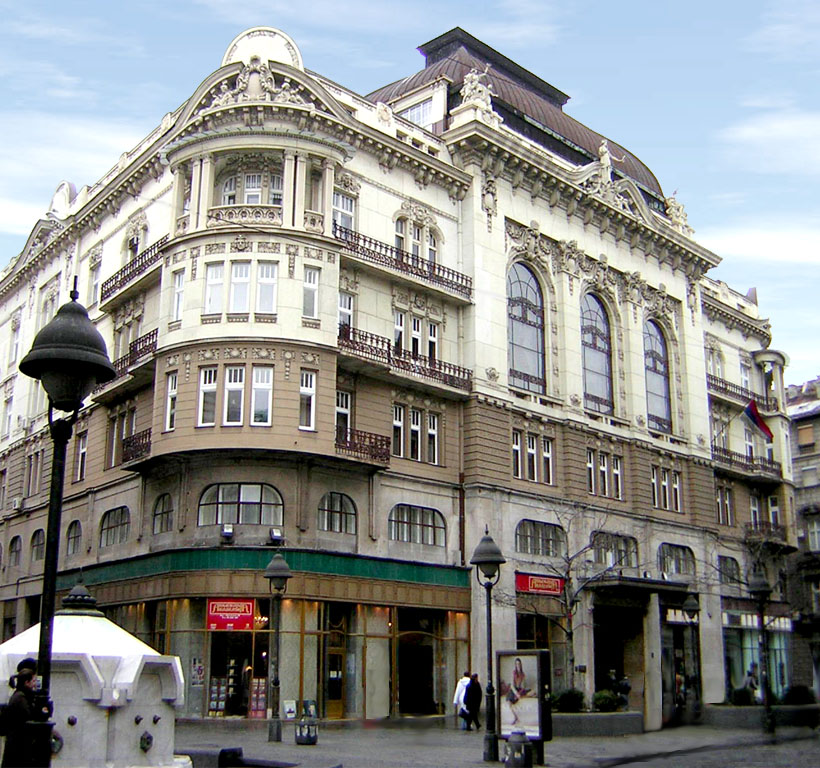
Здание Сербской академии наук и искусств

Здание Сербской академии наук и искусств, расположенное на улице Князя Михайлова, было построено в 1912 году в сотрудничестве с архитектором Андра Стевановичем; здание характеризуется своим эклектичным стилем, сочетающим неоклассицизм, необарокко и модерн. Академия находится в списке охраняемых памятников культуры в Республики Сербия и в списке охраняемых культурных ценностей города Белграда. Драгутин Джорджевич также построил казармы 7-го полка в Белграде, внесенные в список культурных ценностей сербской столицы 
Характерная для академизма межвоенных лет, Университетская библиотека Светозара Марковича, была построена в 1926 году также по планам Драгутина Джорджевича и Николы Несторовича 
Все упомянутые здания внесены в список культурного наследия Сербии и находятся под охраной.